# Don't Let Me Down (sång av The Beatles)
Don't Let Me Down (Lennon/McCartney) är en låt av The Beatles inspelad och utgiven 1969.

## Låten och inspelningen
Många kritiker har uppskattat denna sena Beatleslåt där John Lennon avspänt och harmoniskt (både musikaliskt och textmässigt) åter beskriver livet med Yoko Ono. Man jobbade med den under tre dagar (22, 28, 30 januari) tillsammans med Billy Preston (elpiano) och framförde den på takkonserten 30 januari. Emellertid är det inte den inspelningen som kom att ges ut utan den version man hade spelat in två dagar tidigare. Låten kom att bli b-sida på singeln Get Back som utgavs i England 11 april och i USA 5 maj 1969.
Låten spelas i filmen Across the Universe.